# Jacob Weble
Jacob Weble (født 10. september 1970) er en dansk skuespiller.

## Filmografi
- Cecilie (2007) – Betjent

### Tv-serier
- Strisser på Samsø, afsnit 5 (1997) – Kesse
- Taxa, afsnit 44 (1999) – Jesper
- Klovn (2005-2009) – Pivert
- Album, afsnit 4 (2008) – Fakse fyr
- Mikkel og Guldkortet, afsnit 1-24 (2008) – Anders
- Forbrydelsen II, afsnit 3 (2009) – Politibetjent